# To Be Continued... (Elton John)
To Be Continued... è un box set del cantante britannico Elton John, composto da 4 CD (o musicassette). Fu pubblicato (originariamente negli Stati Uniti) l'8 novembre del 1990.

## Descrizione
I molti brani contenuti (alcuni, davvero rari, appaiono per la prima volta in CD) spaziano dagli esordi dell'allora Reginald Kenneth Dwight con i Bluesology al 1990. Nel 1991 To Be Continued... fu distribuito anche nel Regno Unito, anche se con copertina differente (Elton si era infatti disintossicato, avendo dato un corso regolare alla propria vita; non vedeva quindi di buon occhio i vecchi eccessi rappresentati sulla copertina della versione americana). Per il box set furono inoltre registrate 4 nuove canzoni (Made For Me, You Gotta Love Someone, I Swear I Heard The Night Talking e Easier to Walk Away), ma nella versione britannica del 1991 la terza e la quarta lasciano il posto a Suit of Wolves (pubblicata nel 1992 come B-side del singolo The One) e Understanding Women (che costituirà la decima traccia dell'album del 1992 The One). To Be Continued... è uscito anche in edizione giapponese con il titolo Great Box.

## Tracce
Tutti i brani sono stati composti da Elton John e Bernie Taupin, salvo dove indicato diversamente.

### CD 1
1. Come Back Baby (Reg Dwight) – 2:45 (con i Bluesology)
2. Lady Samantha – 3:03
3. It's Me That You Need – 4:04
4. Your Song (Demo) – 3:33
5. Rock n Roll Madonna – 4:17
6. Bad Side of the Moon – 3:15
7. Your Song – 4:00
8. Take Me to the Pilot – 3:46
9. Border Song – 3:22
10. Sixty Years On (Extended intro) – 4:57
11. Country Comfort – 5:07
12. Grey Seal (original version) – 3:36
13. Friends – 2:20
14. Levon – 5:22
15. Tiny Dancer – 6:15
16. Madman Across the Water – 5:58
17. Honky Cat – 5:14
18. Mona Lisas and Mad Hatters – 4:59

### CD 2
1. Rocket Man (I Think It's Going to Be a Long, Long Time) – 4:43
2. Daniel – 3:53
3. Crocodile Rock – 3:55
4. Bennie and the Jets – 5:20
5. Goodbye Yellow Brick Road – 3:15
6. All the Girls Love Alice – 5:10
7. Funeral for a Friend/Love Lies Bleeding – 11:08
8. Whenever You're Ready (We'll Go Steady Again) – 2:53
9. Saturday Night's Alright for Fighting – 4:55
10. Jack Rabbit – 1:51
11. Harmony – 2:46
12. Screw You (Young Man's Blues) – 4:43
13. Step Into Christmas – 4:30
14. The Bitch Is Back – 3:44
15. Pinball Wizard (Pete Townshend) – 5:15
16. Someone Saved My Life Tonight – 6:45

### CD 3
1. Philadelphia Freedom – 5:39
2. One Day At A Time (John Lennon) – 3:48
3. Lucy in the Sky with Diamonds (John Lennon, Paul McCartney) – 6:16
4. I Saw Her Standing There [live] – 3:43 (con John Lennon)
5. Island Girl – 3:44
6. Sorry Seems to Be the Hardest Word – 3:47
7. Don't Go Breaking My Heart – 4:31 (con Kiki Dee)
8. I Feel like a Bullet (in the Gun of Robert Ford) [live] – 3:35
9. Ego – 3:59
10. Song for Guy (Elton John) – 6:40
11. Mama Can't Buy You Love (Leroy Bell, Casey James) – 4:03
12. Cartier (Dinah Card, Carte Blanche) – 0:54
13. Little Jeannie (Elton John, Gary Osborne) – 5:12
14. Donner Pour Donner (Michel Berger, Bernie Taupin) – 4:26 (Duetto con France Gall)
15. Fanfare/Chloe (Elton John, James Newton Howard/Elton John, Gary Osborne) – 6:20
16. The Retreat – 4:45
17. Blue Eyes (Elton John, Gary Osborne) – 3:26

### CD 4
1. Empty Garden (Hey Hey Johnny) – 5:12
2. I Guess That's Why They Call It the Blues – 4:43
3. I'm Still Standing – 3:02
4. Sad Songs (Say So Much) – 4:10
5. Act of War – 4:44 (Duetto con Millie Jackson)
6. Nikita – 5:44
7. Candle in the Wind [live] – 3:58
8. Carla Etude [live] (Elton John) – 4:46
9. Don't Let the Sun Go Down on Me [live] – 5:39
10. I Don't Wanna Go on with You like That [Shep Pettibone Remix] – 7:18
11. Give Peace a Chance (John Lennon) – 3:47
12. Sacrifice – 5:08
13. Made for Me – 4:22
14. You Gotta Love Someone – 4:59
15. I Swear I Heard the Night Talking – 4:30 (solo negli USA)
16. Easier to Walk Away – 4:22 (solo negli USA)
17. Suit of Wolves – 5:46 (solo nel Regno Unito)
18. Understanding Women – 5:03 (solo nel Regno Unito)